# Янішевський Степан Павлович
Янішевський Степан Павлович (псевдо: «Далекий», «Богослов», «Тома», «Юрій») (17 вересня 1914, с. Витвиця, Долинський повіт — 29 листопада 1951, м. Рівне) — діяч ОУН(б), крайовий референт СБ ОУН Східного краю «Одеса» (2-га пол. 1944 — серпень 1948), водночас крайовий провідник Східного краю «Одеса» (кін. 1945 — серпень 1948).

## Життєпис
3 сільської родини. Закінчив гімназію у Перемишлі (до 1935). Навчався у Станіславській духовній семінарії, на вчительських курсах. Викладав історію у школах.
Член ОУН з 1941.
Скерований проводом ОУН зі Львова на Вінниччину. Свою діяльність там розпочав завідувачем контори «Заготскот» у Могилеві-Подільському. В листопаді 1941 за дорученням керівника Вінницького обласного проводу ОУН(б) «Левка» став служити у місцевій охоронній українській поліції, яка співпрацювала з німецькою адміністрацією. Згодом став заступником керівника кримінально-адміністративного відділу, а з лютого 1942  заступником начальника кримінальної поліції м. Вінниці.
З осені 1942 став членом Вінницького обласного проводу ОУН(б), яким на той час керував Микола Козак («Смок»).
Від березня 1943 — референт СБ УПА-Північ, т. в. о. командувача округи ВО «Заграва». Поручник УПА.
Крайовий референт (керівник) СБ Північно-Східного крайового проводу ОУН(б), який у підпіллі мав зашифровану назву «Одеса» (2-га половина 1944 — серпень 1948).
У кінці 1945 керівник СБ крайового проводу ОУН(б) на Північно-Західних українських землях (ПЗУЗ) Микола Козак, підозрюючи Янішевського у зв'язках з МГБ, ухвалив рішення таємно заарештувати його. Це намагався зробити керівник Північно-Східного крайового проводу ОУН(б) Федір Воробець («Верещака»). 1 грудня 1945 він викликав «Далекого» на зустріч до лісу біля хутора Крук Тучинського району. Але при спробі арешту Янишевський зумів вирватися і втік у розташування своїх людей.
Після цього 5 грудня 1945 Янішевський («Далекий») створив альтернативний Північно-Східного крайовий провід ОУН(б) «Одеса». За різними даними, він мав у підпорядкуванні приблизно 130—200 підпільників (на сьогодні їх точна кількість істориками ще не встановлена). Вони базувалися на значній частині Рівненської та Житомирської областей, а також поширювали свою діяльність на сусідні території. У міжусобних сутичках між двома крайовими проводами загинуло понад 120 бійців ОУН.
Сам Янішевський у листі від 18 липня 1946 року до керівника СБ ОУН на ПЗУЗ Миколи Козака («Смока») пояснював відокремлення підривною діяльністю зсередини і численними необґрунтованими стратами, які здійснювало СБ ОУН стосовно керівників повстанських відділів УПА. Він наводить слова, які сказав йому наприкінці жовтня 1945 року співробітник СБ ОУН Василь Коренюк («Модест»): «Дійсність показа, що у краї „Одеса“ крім чотирьох людей (почав вичисляти: Олекса, Ви — тобто я, Архіп, а зорентувавшись, що присутним є сл. памяті д. Сотник, поправивсь)… пробачте п'ятьох, докінчуючи Василь і д. Сотник, немає чистих і всіх треба ліквідувати, так чи інакше. Це думка провідника «Чупринки» і моя. Це факт, яким треба числитись». Головними винуватцями («ліквідаторами» № 1 і № 2) Янишевський називає співробітників СБ ОУН на ПЗУЗ Миколу Козака («Смока») і Василя Коренюка («Модеста»).
Згодом розглядом справи «бунту „Далекого“» зайнявся Провід ОУН(б), зокрема, керівник СБ Микола Арсенич і заступник Романа Шухевича — Василь Кук. Вони вважали, що Янишевського слід покарати за порушення організаційної дисципліни. Водночас помітили, що в тих районах, де діяли люди Янишевського, мали місце численні успішні антирадянські акції (терористичні акти проти радянських активістів; поширення листівок; друк преси; усна пропаганда тощо), отже агентом МГБ він не був. За висновками Кука, вирішальну роль у розколі могли відіграти особисті взаємини між Козаком і Янишевським. Кук також зауважив, що Козак допустився чималих помилок у своїй діяльності, зокрема, під час проведення кадрових «чисток». Тому Кук намагався примирити Козака та Янишевського. Він спробував викликати Янишевського, якого знав особисто, до себе на розмову. Але Янишевський боявся, що суд ОУН(б) не виправдає його, і тому до Кука не з'явився.
Лише за неповними даними слідчих МГБ, підпорядковані Янішевському бойовики з 1944 до серпня 1948 вчинили 782 теракти та знищили 1553 радянських активістів або запідозрених у прорадянських симпатіях людей (переважно на Рівненщині). Було пущено під укіс щонайменше 14 товарних і пасажирських потягів і один панцирний потяг.
З ініціативи С.Янішевського було створено підпілля ОУН(б) у Києві. Цим займався його заступник Святослав Титко («Роман»). У 1947 виник Київський міський провід ОУН(б), створений із числа приїжджих студентів, переважно Київського державного університету ім. Т. Шевченка. Керівником проводу був Ігор Пронькін («Беркут»), студент фізичного факультету КДУ. Члени організації вивчали підпільну літературу, проводили організаційні збори, кілька разів поширювали листівки ОУН(б) в Києві. Вони мали зброю. В кінці травня 1948 всі члени організації (15 осіб) були заарештовані. Всі вони отримали тривалі терміни ув'язнення в радянських концтаборах.
Янішевський займався організацією бойових і пропагандистських рейдів у Центральну Україну. Їх починали у Рівненській або Житомирській області, відтак здійснювали багатокілометрові переходи на територію Київської, Кіровоградської, Черкаської, Полтавської, Чернігівської й інших областей. Під час рейдів поширювали серед населення листівки та підпільну літературу, здійснювали теракти проти радянських активістів (переважно голів сільрад і колгоспів). Іноді навіть вдавалося створювати з допомогою місцевих симпатиків ОУН т. зв. «опорні пункти» — конспіративні квартири чи криївки, де можна було переховуватись, зберігати зброю і літературу.
Янишевський заарештований агентами МГБ 12 серпня 1948.
25 серпня 1948 Суд ОУН заочно засудив його до «смертної кари без права реабілітації» за відхилення від принципів роботи підпілля.
Після цього (1949) частина підпільників альтернативного крайового проводу «Одеса» порозумілася з новим провідником ОУН(б) на Волині Василем Галасою, і таким чином конфлікт було припинено.
28 серпня 1951 військовий трибунал Прикарпатського ВО засудив Янишевського («Далекого») до розстрілу.